# Asclepias oenotheroides
Asclepias oenotheroides là một loài thực vật có hoa trong họ La bố ma. Loài này được Cham. & Schltdl. mô tả khoa học đầu tiên năm 1830.